# Schlosskirche Schwarzburg

Die Kirche im 19. Jh.

Die evangelische Schlosskirche Schwarzburg stand in der Gemeinde Schwarzburg im Areal des ehemaligen Schlosses Schwarzburg im Landkreis Saalfeld-Rudolstadt in Thüringen.

## Geschichte
Im 14. Jahrhundert berichtete man schon über eine Kapelle auf der Schwarzburg. 1695 wurde diese Kapelle durch einen Brand so sehr beschädigt, dass sich die Bauarbeiten bis 1713 ausdehnten, denn am 26. Oktober 1713 wurde das Gotteshaus geweiht.
Auch die Arbeiten für das fürstliche Erbbegräbnis am Gewölbe waren durch den Brand beendet worden.
Die 1713 entstandene Schlosskirche blieb nach einem erneuten Brand von 1726 und Einweihung 1738 in der Kubatur unverändert.
Zum Innenausbau fanden nur einheimische Materialien Einsatz. Alabaster aus Allendorf und Marmor aus Döschnitz.
1940 wurde die Kirche abgetragen. Der Kirchturm blieb stehen. Die barocke Turmhaube wurde bei einem Brand in der Silvesternacht 1980 zerstört.